# دهن حيواني

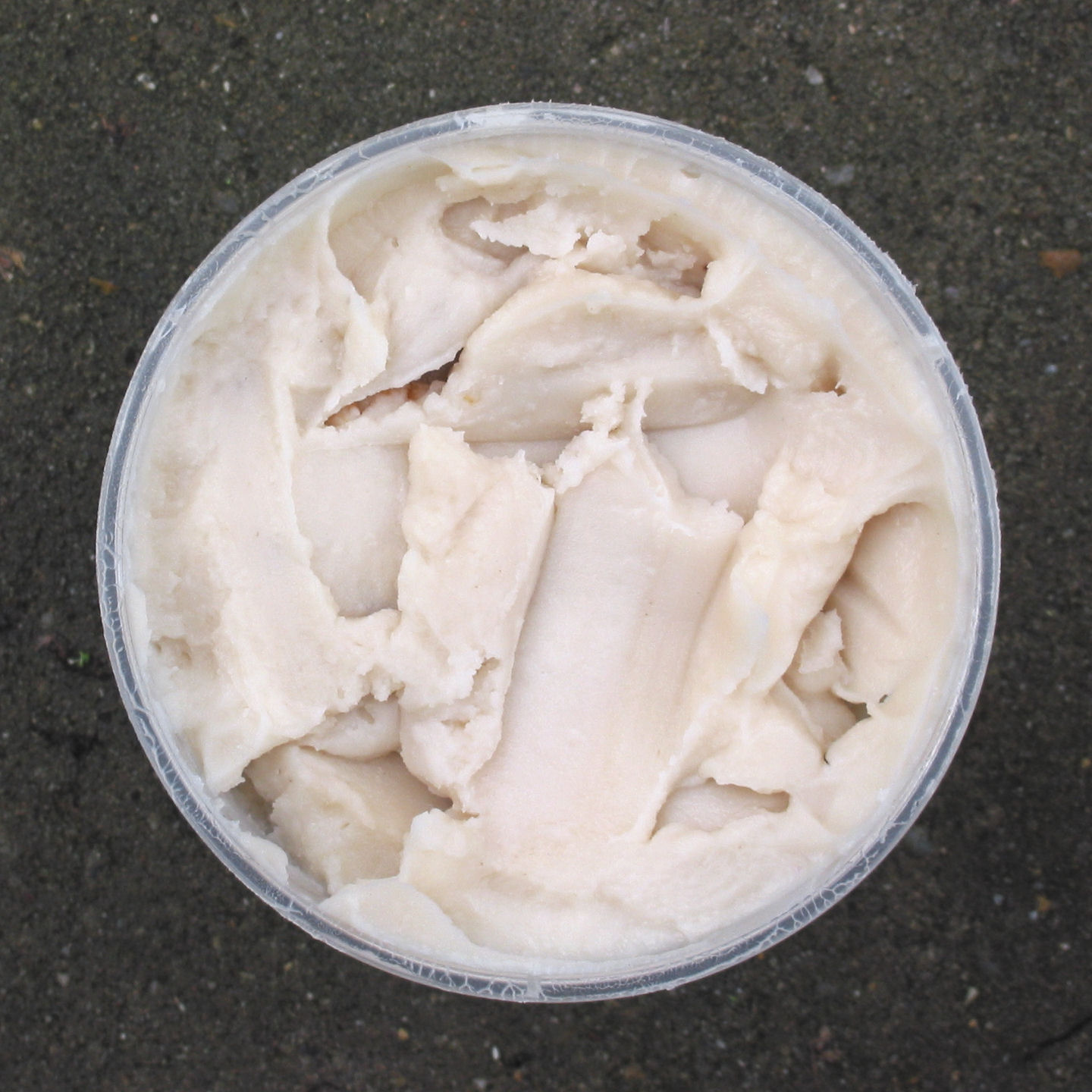

الدهن حيواني هو نوع من الدهون يمكن الحصول عليه من أنواع مختلفه من الحيوانات.

## محتوى الطاقة
يبلغ محتوى الطاقة في الدهن الحيواني ال 40 كيلو جول وهي نفس المقدار من الطاقة الموجود في الدهنيات الأخرى.